# Valmacca
Valmacca, (Varmaca o Uarmaca en piemontès) és un municipi situat al territori de la província d'Alessandria, a la regió del Piemont (Itàlia).
Limita amb els municipis de Bozzole, Breme, Frassineto Po, Pomaro Monferrato, Sartirana Lomellina i Ticineto.
La frazione de Rivalba pertany al municipi.